# Open Data Protocol
Open Data Protokol (OData) je protokol definovaný společností Microsoft. Verze 1.0 , 2.0 a 3.0 jsou uvolněny pod Microsoft Open Specification Promise. Verze 4.0 je v současné době předmětem standardizace v OASIS. Protokol byl navržen tak, aby umožnil standardní CRUD přístup ke zdroji dat prostřednictvím webové stránky. Je to podobné jako JDBC a ODBC, i když OData není omezen pouze na SQL databází.
OData je protokol doporučený pro Open Government Data Initiative. Jedná se o data API (aplikační programové rozhraní) pro Microsoft Azure. eBay poskytuje OData API ke svým údajům.
OData je postaven na protokolu AtomPub a JSON, kde struktura Atom je obálka, která obsahuje data vrácená z každého požadavku OData.